# Вторая белорусизация (1990—1995)
Белорусизация 1990-х годов, также вторая белорусизация и второе белорусское национальное (национально-культурное) возрождение — политика по расширению использования национального языка и возрождению национальной культуры в первые годы независимости Республики Беларусь. Процесс начался ещё в конце советской эпохи с фольклорных групп, которые со временем политизировались. В годы независимости на государственном уровне проводился перевод всех сфер общественной жизни на белорусский язык. Политика имела трудности из-за тяжёлой социально-экономической ситуации в стране, антисоветской и антикоммунистической риторики, отсутствия диалога и компромисса между национально-ориентированным белорусскоязычным меньшинством (национал-демократический лагерь) и советизированным русскоязычным большинством (неосоветский лагерь). Данные проблемы способствовали приходу к власти Александра Лукашенко и свёртыванию курса.

## Предыстория

Белорусскоязычное население в Российской империи по переписи 1897 года.

Российско-белорусский языковед Антон Сомин отмечал, что в период нахождения белорусских земель в составе Российской империи в городах говорили на польском, русском и идише. Белорусский оставался языком сельского населения, которое вплоть до 1970-х годов являлось большинством. Он был представлен рядом народных говоров, на основе которых в конце XIX — начале XX века сформирован современный литературный белорусский язык. Белорусы переходили на русский только для того, чтобы построить карьеру. В период политики белорусизации 1920-х годов расширилось использование языка в общественно-политической и культурной сферах. С 1930-х ситуация постепенно стала меняться. На это повлияли и репрессии против белорусскоязычных «нацдемов», и выгода от использования русского для учёбы и работы. Впоследствии эта тенденция усугублялась. В 1960-х годах изучение белорусского в школе сделали факультативным, по желанию родителей. К 1980-м годам он маргинализировался, стал восприниматься как «язык колхозников».
События первой половины XX века (советские репрессии, полонизация Западной Беларуси, сотрудничество части национально-ориентированных кругов с нацистами) серьёзно навредили белорусскому национализму. Русификация образовательных учреждений, развернувшаяся в 1960–1970-е годы, была общей тенденцией для всего СССР. Однако именно в Беларуси она оказалась, по мнению историка и журналиста Ярослава Шимова, наиболее успешной — в силу объективной близости обеих культур, малочисленности национально-ориентированной интеллигенции и отсутствия у неё собственной региональной «базы» наподобие преимущественно украиноязычных Галиции и Волыни в Украине.
На фоне горбачёвской перестройки ситуация начала меняться. В конце 1980-х произошло «второе белорусское возрождение» на антисоветской и антикоммунистической волне. В его авангарде стояли национально-ориентированные деятели культуры и депутаты. Как указывало издание «Наша Нива» со ссылкой на бывшего члена Верховного Совета Белорусской ССР, среди последних было много выходцев из среды колхозников и рабочих. Многие депутаты в молодости имели опыт издевательства и притеснения за свой язык, например, в армии, при обучении в вузе и так далее. Издёвки вынудили их переходить на русский.
Распад СССР поставил белорусскую номенклатуру в сложное положение, поскольку, по словам историка и политолога Валерия Карбалевича, она с большим трудом приспосабливалась к новой обстановке. В отличие от власти, национально-ориентированная оппозиция имела относительно чёткую программу дальнейших действий, предусматривавшую укрепление независимости через дистанцирование от России и сближение с Западом, национальное возрождение, рыночные реформы и демократизацию общества. Оставаясь в значительном меньшинстве, депутаты оппозиции были очень активны, много использовали СМИ, апеллировали к общественному мнению и, пользуясь растерянностью большинства, приобрели влияние на политические процессы, несопоставимое с их численностью. Как писал Карбалевич, находясь под таким давлением и не имея собственной линии политического поведения, официальный Минск был вынужден приступить к белорусизации.

## Развитие и реализация
По словам белорусского социолога Елены Гаповой, процесс белорусизации и возрождения начался с культуры. Будущие национальные политики начинали в группах по восстановлению исторических памятников, в археологических экспедициях или обществах по возрождению народных праздников. Со временем фольклорное возрождение вместе с экологическим (чернобыльским) и антисталинским протестными дискурсами перестройки уступило место политическим требованиям. Таким образом, на базе поначалу разрозненных групп преимущественно гуманитарной интеллигенции был запущен процесс восстановления националистического исторического дискурса, а затем и формирования политического движения, ядром которого стал основанный Зеноном Позняком Белорусский народный фронт (БНФ). В 1991—1994 годы представители партии были весьма активны на политической сцене и добились реализации ряда пунктов своей программы, прежде всего в области культуры и образования, хотя и не смогли стать доминирующей силой.
26 января 1990 года был принят закон «О языках в Республике Беларусь». Согласно ему, белорусский язык провозглашался единым государственным, а русский получил статус языка межнационального общения народов СССР и оставался обязательным для изучения. Для постепенного введения положений закона во все сферы жизни утверждалась государственная программа развития белорусского языка сроком на 10 лет. Языковой закон поддержали 332 депутата, только 27 проголосовали «против» и ещё 9 «воздержались». Такие результаты получились даже при том, что большинство депутатов Верховного Совета БССР 11-го созыва составляли коммунисты. Среди сторонников белорусизации были и русскоязычные депутаты, для которых белорусский язык не являлся родным, например, Ростислав Янковский.
В самом Верховном Совете белорусизация проходила успешно. Со слов Анатолия Лебедько, «если в начале работы на белорусском языке в парламенте выступали буквально с десяток парламентариев, то ближе к завершению каденции большинство депутатов стремились использовать белорусский язык. Особенно те, что работали на профессиональной основе». Парламент таким образом задавал тренд для всей республики, так как заседания Верховного Совета проходили в открытом режиме, шла прямая трансляция по ТВ. Параллельно внедрялась атрибутика, связанная с новыми государственными символами (герб «Погоня» и бело-красно-белый флаг).
Наибольшего успеха белорусизация в те годы достигла в культуре, образовании и СМИ. В 1993 и 1994 годах около 70% первоклассников начали обучение в школе на белорусском языке. Перевод образования на белорусский язык происходил не только путём административных механизмов, но и поощрениями в виде дополнительных выплат. Например, преподавателям в вузах, которые преподавали предметы на белорусском, доплачивали от 10 до 20% до зарплаты. Среди ВУЗов белорусизация в первую очередь коснулась гуманитарных дисциплин. В других сферах государственного делопроизводства внедрение национального языка шло с меньшим успехом.
Кроме того, в школах и вузах начала изучаться история Беларуси, причём написанная по-новому, избавленная от многих идеологических установок советского периода. Прежде всего пересмотру подверглось положение об «общности исторических судеб»; «вечной дружбе» Беларуси и России. Значительная часть центральных и местных газет стала проповедовать идею национального возрождения. В частности, печатный орган Верховного Совета «Народная газета», как писал Карбалевич, фактически стал рупором оппозиции. Значительно увеличилось издание белорусской литературы. Например, в 1993 г. по сравнению с предыдущим годом книг на белорусском языке было выпущено больше на 43% по названиям и на 53% по тиражу.

## Отношение населения
Как писало издание «Наша Нива», в начале 90-х возрождение имело поддержку среди населения. О большой поддержке со стороны общества говорила и историк Елена Маркова, исследовавшая период белорусизации первой половины 90-х. Специалистка ссылалась на письма и телеграммы простых жителей (ветеранов, рабочих, медиков, военных, студентов, домохозяек, милиционеров, убеждённых коммунистов) с обоснованием, почему нужен белорусский язык как единый государственный. При этом в большинстве своём они были на русском. «Наша Нива», со ссылкой на экс-депутата, упоминала о 14—15 тысячах писем.
При этом, по словам Ярослава Шимова, новая политика вызвала недовольство советизированного большинства белорусов. Многие из них формально не отказывались от своей национальной принадлежности, но предпочитали в быту пользоваться русским языком и не разделяли антисоветских и антикоммунистических идей.
Валерий Карбалевич писал, что переход на белорусский язык в полностью русскоязычной стране вызвал значительное недовольство в среде педагогических работников, чиновников, интеллигенции. Белорусизация в системе образования проходила под жёстким контролем и прессингом со стороны Министерства образования. Тем временем в СМИ разгорелась ожесточённая дискуссия по языковому вопросу. По словам историка, большинство населения относилось к белорусскому довольно равнодушно. Ссылаясь на социологические опросы, он указал, что в 1992 г. только около 20% населения считали, что белорусский язык должен быть единственным государственным языком. Примерно 70% опрошенных выступали за два языка. По заявлению Карбалевича:
В массовом сознании государственная независимость оказалась связанной в основном с культурологическими проблемами при одновременном нарастании социально-экономических тягот для большинства населения. Это создавало дополнительный отрицательный фон для осуществления идеи суверенитета и национального возрождения.

## Свёртывание
Философ Игорь Бобков указывал, что хотя культурная программа БНФ была в значительной мере поддержана и осуществлена на государственном уровне, экономическое развитие страны оставалось в руках бывшей коммунистической элиты, которая отдавала предпочтение социальной стабильности перед реформами. Как считал Бобков, поскольку жизненный уровень в начале 1990-х годов непрерывно падал, новая белорусская идентичность начала ассоциироваться с нестабильностью. Как следствие, в противовес «национал-демократическому» проекту Зенона Позняка был выдвинут «неосоветский» Александра Лукашенко. Последний предлагал: позитивное восприятие советского прошлого и белорусского настоящего как «сохранения всего лучшего» из советской жизни; приоритетность таких ценностей, как стабильность и безопасность, перед такими, как свобода и индивидуальные возможности; размытость языковой идентификации; приверженность союзу с Россией как стратегическому геополитическому выбору Беларуси, антизападничество.
Ярослав Шимов писал: 
Национал-демократическая и неосоветская системы ценностей в Белоруссии теоретически могли бы пересечься в точке под названием «патриотизм». Тогда «примиренческая» установка могла бы быть сформулирована примерно так: все мы — граждане одной страны, у нас общее прошлое и настоящее, а значит, общая судьба, следовательно, необходимо добиваться компромисса в спорах о дальнейшем развитии страны. [...] Однако в белорусских условиях «примиренчество» оказывается невозможным, поскольку политизированная часть неосоветского большинства и национал-демократического меньшинства просто не воспринимают друг друга как части единого целого.
Как итог, в 1994 году Лукашенко побеждает на первых в истории страны президентских выборах. В следующем году на референдуме глава государства выдвинул среди прочих вопрос о придании русскому языку статуса государственного, что большинство поддержало. Референдум положил конец попыткам государства на протяжении 1990—1995 годов поднять и укрепить статус белорусского языка, внедрить его в общественное употребление. Начался обратный процесс — усиление русификации.
Летом 1998 года в закон «О языках в Республике Беларусь» были внесены изменения и дополнения. В соответствии с ними была исключена выделенная преамбула и определены в качестве государственных языков белорусский и русский языки. С принятием новой редакции закона о языках от 13 июля 1998 года было прекращено приоритетное развитие белорусского языка, а также отменена государственная программа его развития.